# Raul Krauthausen
Raúl Aguayo-Krauthausen (Lima, Perú, 15 de julio de 1980) es un activista por los derechos de los discapacitados y emprendedor social y creador de varios proyectos innovadores, miembro Honorario de la organización Ashoka y recipiente de la Orden del Mérito de la República Federal de Alemania, conocido para la creación de Wheelmap.org, que colecciona y muestra informaciones relevantes sobre lugares accesibles en silla de ruedas, en todo el mundo.